# Neja (affluente della Vetluga)
La Neja (in russo Нея?) è un fiume della Russia europea centrale, affluente di sinistra della fiume Vetluga (bacino del Volga). Scorre nell'oblast' di Kostroma e in quella di Kirov.

## Descrizione
La Neja è formata dalla confluenza dei fiumi Darovatka e Vorob'icha ad un'altitudine di 122 m, a circa 3 km a sud del villaggio di Darovatka del distretto Ponazyrevskij della regione di Kostroma. Scorre in direzione sud-ovest. Sfocia nella Vetluga a 434 km dalla sua foce. Sul fiume c'è l'insediamento di tipo urbano di Ponazyrevo. Il fiume ha una lunghezza di 115 km, l'area del suo bacino è di 1 370 km².